# Le Cube
 (octobre 2023).
Le Cube est un jeu télévisé français diffusé du 1er juillet 2013 au 30 août 2013 sur France 2 et est animé par Nagui. C'est l'adaptation du jeu britannique The Cube.

## Principe
Chaque candidat a 9 vies pour tenter de battre Le Cube et de réussir les 7 jeux proposés. Il possède deux jokers : l’un permet de tester un jeu avant de prendre une décision, (ce test (unique) ne fait pas perdre de vie mais en cas de réussite, vous ne validez pas l'épreuve car le test ne compte pas); l’autre consiste à simplifier l'épreuve en cours. Le candidat est accompagné de proches qui, en plateau, peuvent le soutenir et le conseiller sur les stratégies à suivre et les tactiques à mettre en place. Après chaque jeu réussi, le candidat peut décider de s’arrêter et de repartir avec ses gains qu'il a atteint ou continuer les jeux du Cube, au risque de tout perdre s’il épuise toutes ses vies.

## Pyramide des gains (échelle)
| Niveaux des jeux (épreuves) | Gains (sommes) |
| --------------------------- | -------------- |
| Niveau 1                    | 200 €          |
| Niveau 2                    | 500 €          |
| Niveau 3                    | 2 000 €        |
| Niveau 4                    | 5 000 €        |
| Niveau 5                    | 10 000 €       |
| Niveau 6                    | 20 000 €       |
| Niveau 7                    | 50 000 €       |

## Meilleure performance
Nicolas, qui a joué pendant les émissions du 22 août et du 23 août 2013, détient le record de la version française : il a gagné 20 000 € grâce à l'épreuve "CONTACT" et il a refusé de jouer "VICE VERSA" au dernier niveau (pour 50 000 €). Donc, Nicolas quitte le plateau avec la somme qu'il a accumulé : 20 000 €.

## Audiences
Lors de sa première diffusion le 1er juillet 2013, l'émission a réuni 2,19 millions de téléspectateurs et 12,3 % de parts de marché sur les 4 ans et plus. En comparaison, l'émission N'oubliez pas les paroles ! diffusée la semaine précédente avait réuni moins de personnes (2,07 millions de téléspectateurs et 10,3 % de parts de marché). En raison des audiences déclinantes les semaines suivantes, le jeu n'est pas reconduit en septembre 2013. Il a été remplacé par N'oubliez pas les paroles.

## Gain total
Le gain total est de 110 500 €.

## Versions étrangères
| Pays            | Nom                          | Présentateur         | Chaîne        | Gain                                       | Première diffusion |
| --------------- | ---------------------------- | -------------------- | ------------- | ------------------------------------------ | ------------------ |
| Allemagne       | The Cube–Besiege den Würfel! | Nazan Eckes          | RTL           | 250 000 €                                  | 29 avril 2011      |
| Arabie saoudite | المكعب Al Moukaab            | Faisal Al Issa       | Saudi TV 1    | 250 000 SR                                 | 24 mars 2010       |
| Chine           | 梦立方 Dream Cube            | Cheng Lei            | Dragon TV     | Accomplir le rêve du candidat ou 250 000 ¥ | 13 mai 2012        |
| Espagne         | El Cubo                      | Raquel Sánchez Silva | Cuatro        | 150 000 €                                  | 8 février 2012     |
| États-Unis      | The Cube                     | Neil Patrick Harris  | CBS           | 500 000 $                                  | 2010 (pilote)      |
| Italie          | The Cube - La Sfida          | Teo Mammucari        | Italia 1      | 100 000 €                                  | 7 septembre 2011   |
| Portugal        | O Cubo                       | Jorge Gabriel        | RTP           | 30 000 €                                   | 16 mai 2010        |
| Royaume-Uni     | The Cube                     | Phillip Schofield    | ITV, STV, UTV | 250 000 £                                  | 22 août 2009       |
| Russie          | Куб Kub                      | Dmitry Kharatyan     | Perviy Kanal  | 3 000 000 roubles                          | 30 mars 2013       |
| Ukraine         | Куб Kub                      | Maksim Chmerkovskiy  | STB           | 250 000 ₴                                  | 21 novembre 2011   |
| Ukraine         | Куб Kub                      | Dmitry Tankovich     | STB           | 500 000 ₴                                  | 21 novembre 2011   |

- La version anglaise The Cube est également retransmise en Irlande par TV3 Ireland, en Nouvelle-Zélande sur TV One ainsi qu'en Australie sur Nine Network. En novembre 2012, d'anciennes émissions anglaises ont été diffusées en Serbie sur IQS.life.
- Les versions étrangères du jeu sont pour la plupart enregistrées sur le plateau anglais (The Fountain Studios à Londres). Seules les versions chinoise et française sont tournées sur des plateaux différents (respectivement à Shanghai et à La Plaine Saint-Denis).

## Anecdotes
Ce jeu s'apparente à 60 secondes chrono diffusé sur M6. L'émission de M6 est adaptée du jeu américain Minute to Win It, dont la première diffusion a eu lieu le 14 mars 2010 ; Le Cube est quant à lui adapté du jeu britannique The Cube  dont la première diffusion a eu lieu le 22 août 2009[réf. nécessaire].